# Microcentrum incarnatum
Microcentrum incarnatum är en insektsart som först beskrevs av Stoll, C. 1813.  Microcentrum incarnatum ingår i släktet Microcentrum och familjen vårtbitare. Inga underarter finns listade i Catalogue of Life.